# Sinais de Fogo
Sinais de Fogo é um romance autobiográfico de Jorge de Sena, inacabado (o que existe é apenas uma parte do todo que o autor havia delineado) e publicado postumamente em 1979, um ano após a morte do autor.
A acção desenrola-se em Lisboa e na Figueira da Foz, nos anos trinta do século XX, em paralelo com a Guerra Civil de Espanha.
“Ramon Berenguer de Cabanellas y Puigmal já era célebre, quando, por fusão de duas turmas, passou a ser meu colega no 6.° ano dos liceus.”

Assim começa este romance autobiográfico, considerado um marco da literatura portuguesa da segunda metade do século XX.

## Personagens
- Jorge - narrador, recém saído da adolescência, agora jovem universitário. Hospeda-se na casa do tio.
- Puigmal
- Mesquita
- Rodrigues
- Zé Ramos
- Don Justino - tio de Jorge
- tia de Jorge
- Mercedes
- Carlos Macedo
- Almeida
- Rufininho
- Don Juan e don Fernando - dois republicanos espanhóis que se escondem na casa do tio de Jorge

## Relevância
Segundo Álvaro Manuel Machado, este romance é um «retrato duma geração, romance de aprendizagem na melhor tradição europeia».